# Языковая универсалия
Универса́лия в лингвистике —  свойства, присущие человеческому языку в целом (всем или подавляющему большинству естественных языков), одно из важнейших понятий типологии. Разработка теории универсалий часто связывается с именем Джозефа Гринберга, хотя сходные идеи выдвигались в языкознании задолго до него.

## Виды универсалий
Классификация универсалий производится по нескольким основаниям.
- Противопоставляются абсолютные универсалии (свойственные всем известным языкам, например: всякий естественный язык имеет гласные и согласные) и статистические универсалии (тенденции). Пример статистической универсалии: почти все языки имеют носовые согласные (однако в некоторых языках Западной Африки носовые согласные являются не отдельными фонемами, а аллофонами оральных смычных в контексте носовых согласных). К статистическим универсалиям примыкают так называемые фреквенталии — явления, встречающиеся в языках мира достаточно часто (с вероятностью, превышающей случайную).

- Абсолютным универсалиям противопоставляются также импликативные (сложные), то есть такие, которые утверждают связь между двумя классами явлений. К примеру, если в языке есть двойственное число, в нём есть и множественное число. Частным случаем импликативных универсалий являются иерархии, которые можно представить как множество «двучленных» импликативных универсалий[1]. Такова, например, иерархия Кинэна-Комри (иерархия доступности именных групп, регулирующая, среди прочего, доступность аргументов для релятивизации[2]):

Субъект > Прямой объект > Непрямой объект > Косвенный объект > Обладаемое > Объект сравнения
Согласно Кинэну и Комри, множество элементов, доступных для релятивизации некоторым способом, покрывает непрерывный отрезок этой иерархии.
Другие примеры иерархии — иерархия Сильверстейна (иерархия одушевленности), иерархия типов аргументов, доступных для рефлексивизации
Импликативные универсалии могут быть как односторонними (X → Y), так и двусторонними (X ↔ Y). К примеру, порядок слов SOV обычно связан с наличием в языке послелогов, и наоборот, большинство послеложных языков имеет порядок слов SOV.
- Противопоставляются также дедуктивные (обязательные для всех языков) и индуктивные (общие для всех известных языков) универсалии[4].

## Универсалии и уровни языка
Универсалии выделяются на всех уровнях языка. Так, в фонологии известно некоторое число абсолютных универсалий (касающихся часто набора сегментов), ряд универсальных свойств выделяется и в морфологии. Наибольшее распространение изучение универсалий получило в синтаксисе и семантике.
Исследование синтаксических универсалий связано в первую очередь с именем Джозефа Гринберга, который выделил ряд существенных свойств, связанных с порядком слов (см. Языковые универсалии Гринберга). Кроме того, существование универсалий в рамках многих лингвистических теорий рассматривается как подтверждение существования универсальной грамматики, исследованием универсалий занималась теория принципов и параметров.
В рамках семантических исследований теория универсалий привела, в частности, к созданию различных направлений, основанных на понятии универсального семантического метаязыка, в первую очередь в рамках работ Анны Вежбицкой.
Изучением универсалий лингвистика занимается также в рамках диахронических исследований. Так, например, известно, что исторический переход [ki] → [tʃi] возможен, а обратный — нет. Выявлено множество универсальных свойств, связанных с историческим развитием семантики морфологических категорий (в частности, в рамках метода семантических карт).

## Универсалии и универсальная грамматика
В рамках порождающей грамматики существование универсалий часто рассматривается как доказательство существования особой универсальной грамматики, однако функциональные направления связывают их скорее с общими особенностями человеческого когнитивного аппарата. Так, например, в известной работе Дж. Хокинса показана связь так называемого «параметра ветвления» и особенностей человеческого восприятия.